# Cour de Iaroslav (Novgorod)
La cour de Iaroslav ou Cour de Iaroslav et Marché (en russe : Ярославово Дворище и Торг) est un complexe architectural historique de la rive du Commerce (Torgovia storona) dans le centre de la ville de Veliki Novgorod en Russie.
Il comprend une dizaine d'églises, des arcades le long de la rivière Volkhov, une tour-porche. L'ensemble se situe sur la rive droite, opposée à celle où se situe le Kremlin de Novgorod.
Actuellement la Cour de Iaroslav comprend un vaste espace entre la Grande rue de Moscou et la rive de la Volkhov et entre les rues Ilina et Nicolas qui diffère légèrement de l'espace originel séparé entre la Cour et le Marché.
Le nom donné à cette cour provient de celui de Iaroslav le Sage (978-1054) qui édifia un palais à cet emplacement au Xe siècle et au XIe siècle. Il était, en effet, prince de Novgorod (de 1010 à 1019) avant de devenir grand-prince de Kiev en 1019. Dans cet ensemble d'édifices se trouve notamment la cathédrale Saint-Nicolas (Novgorod) terminée l'année de la création de la République de Novgorod, en 1136, et dont le porche d'entrée devient, à partir du XIIIe siècle, le point de rassemblement principal du vétché de Novgorod.

## Photos

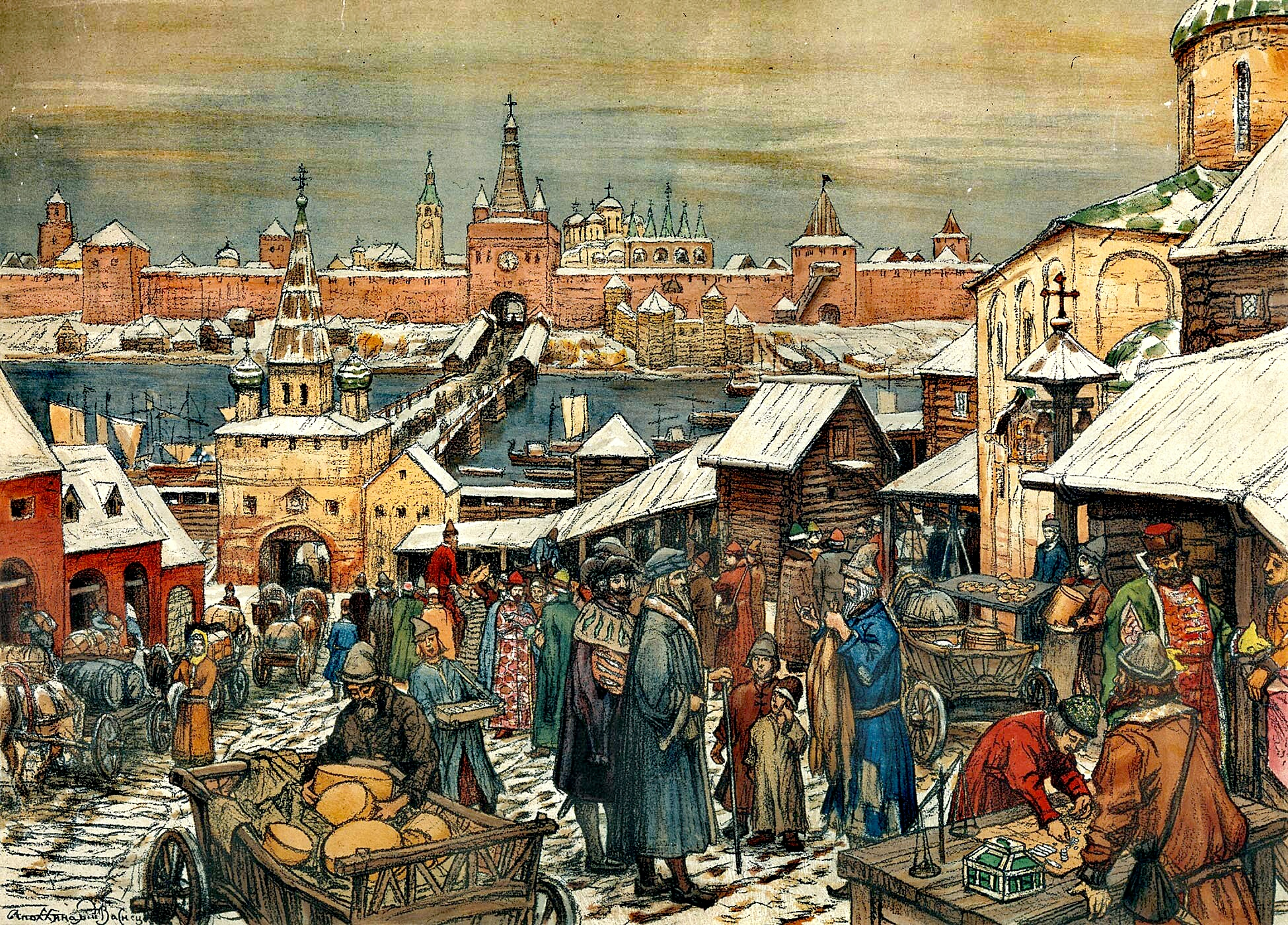
« Marché de Novgorod », Apollinaire Vasnetsov.
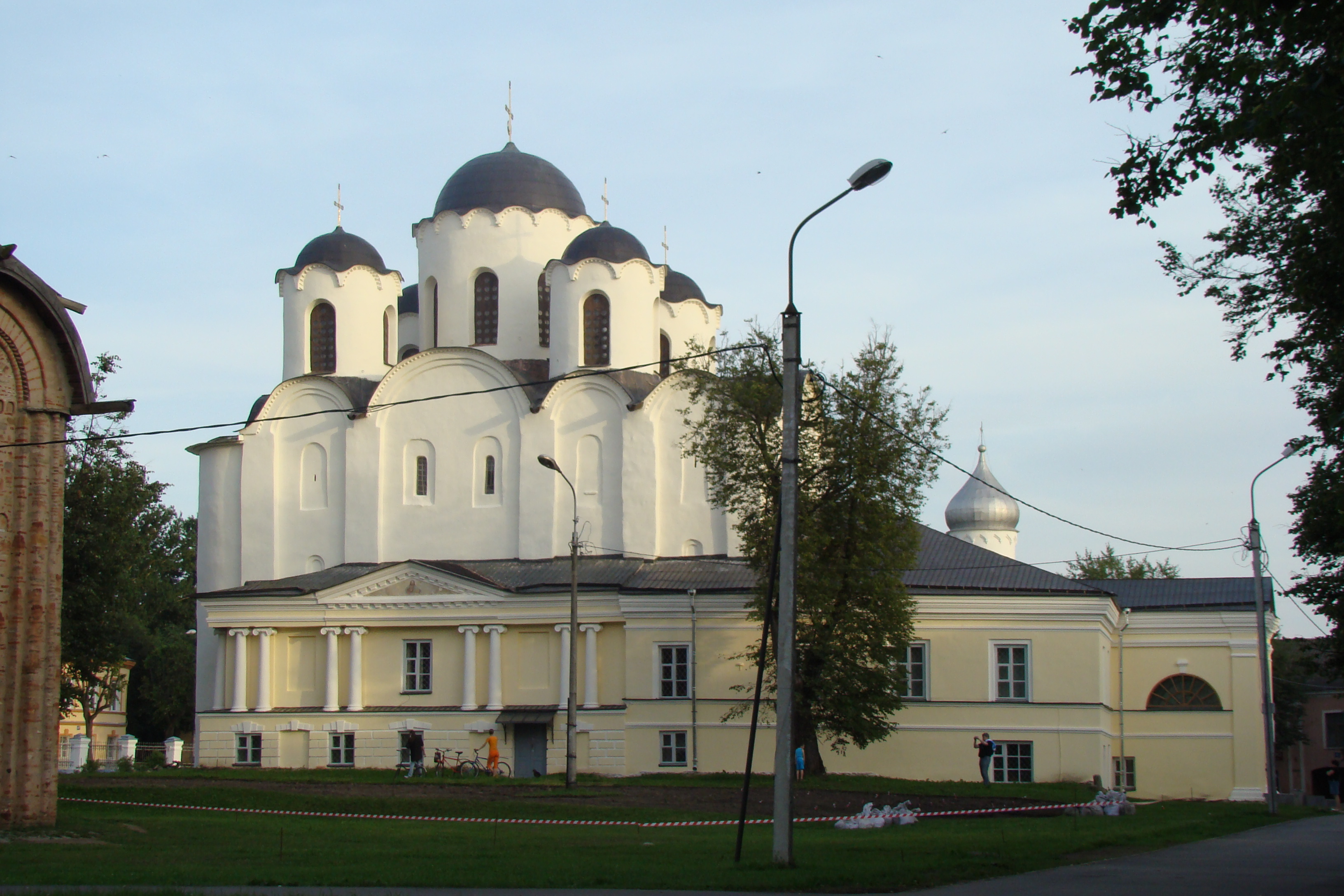
Cathédrale Saint-Nicolas (Novgorod).
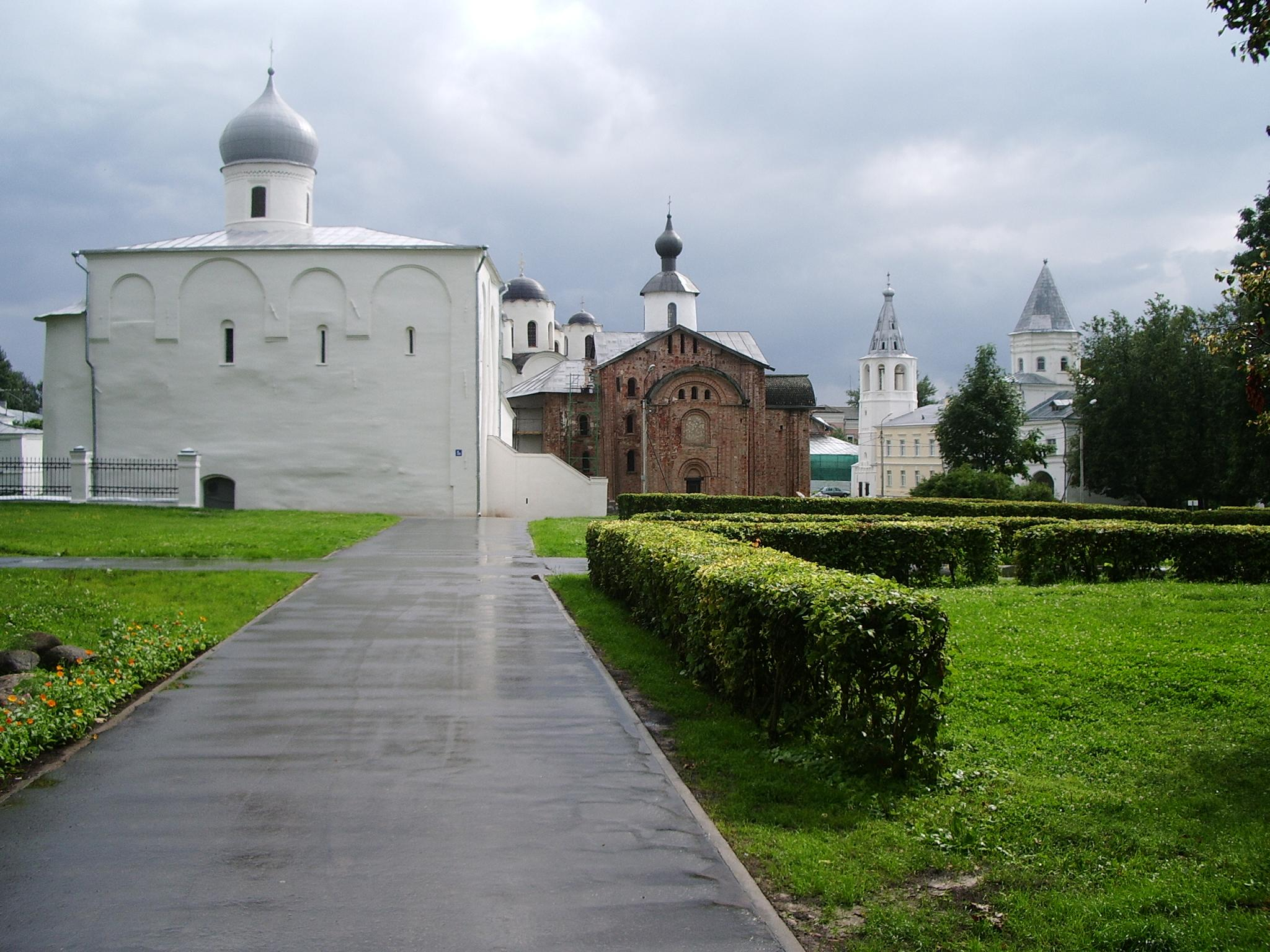
Vue de quelques églises de la Cour de Iaroslav.
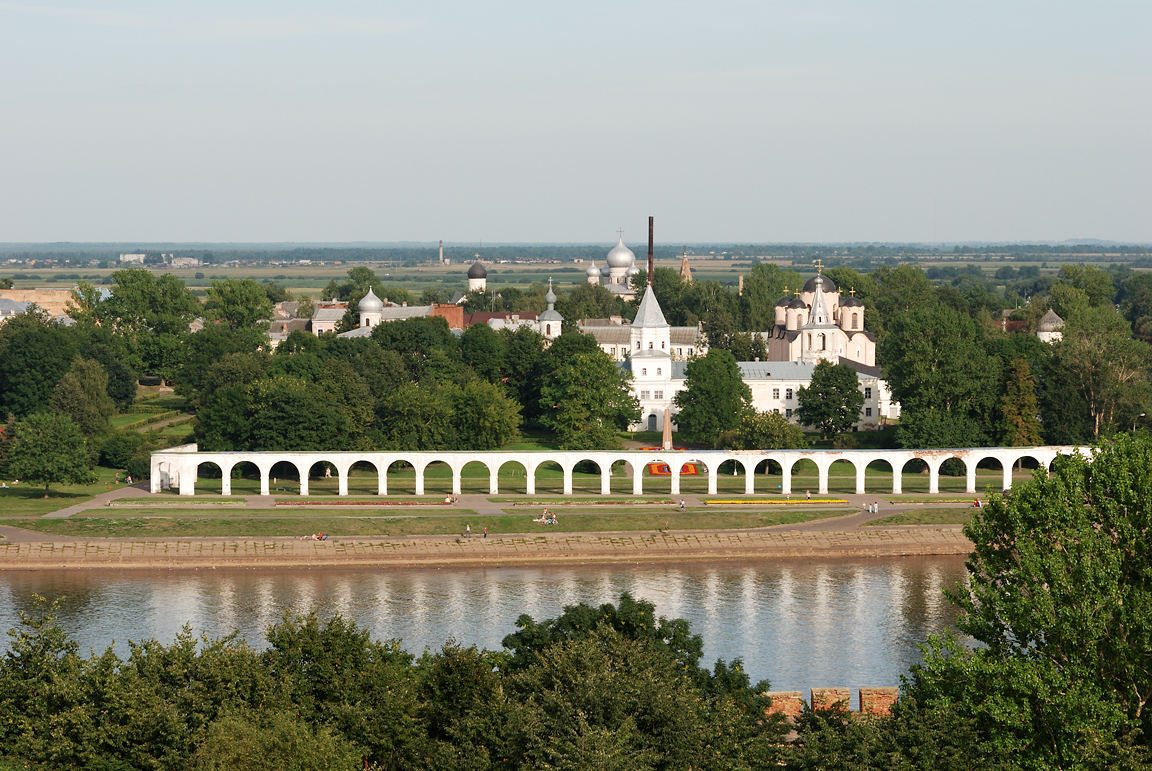
Arcades de la Cour et du Marché.